# Playing with Fire (chanson de Paula Seling et Ovi)
Pour les articles homonymes, voir Playing with Fire.

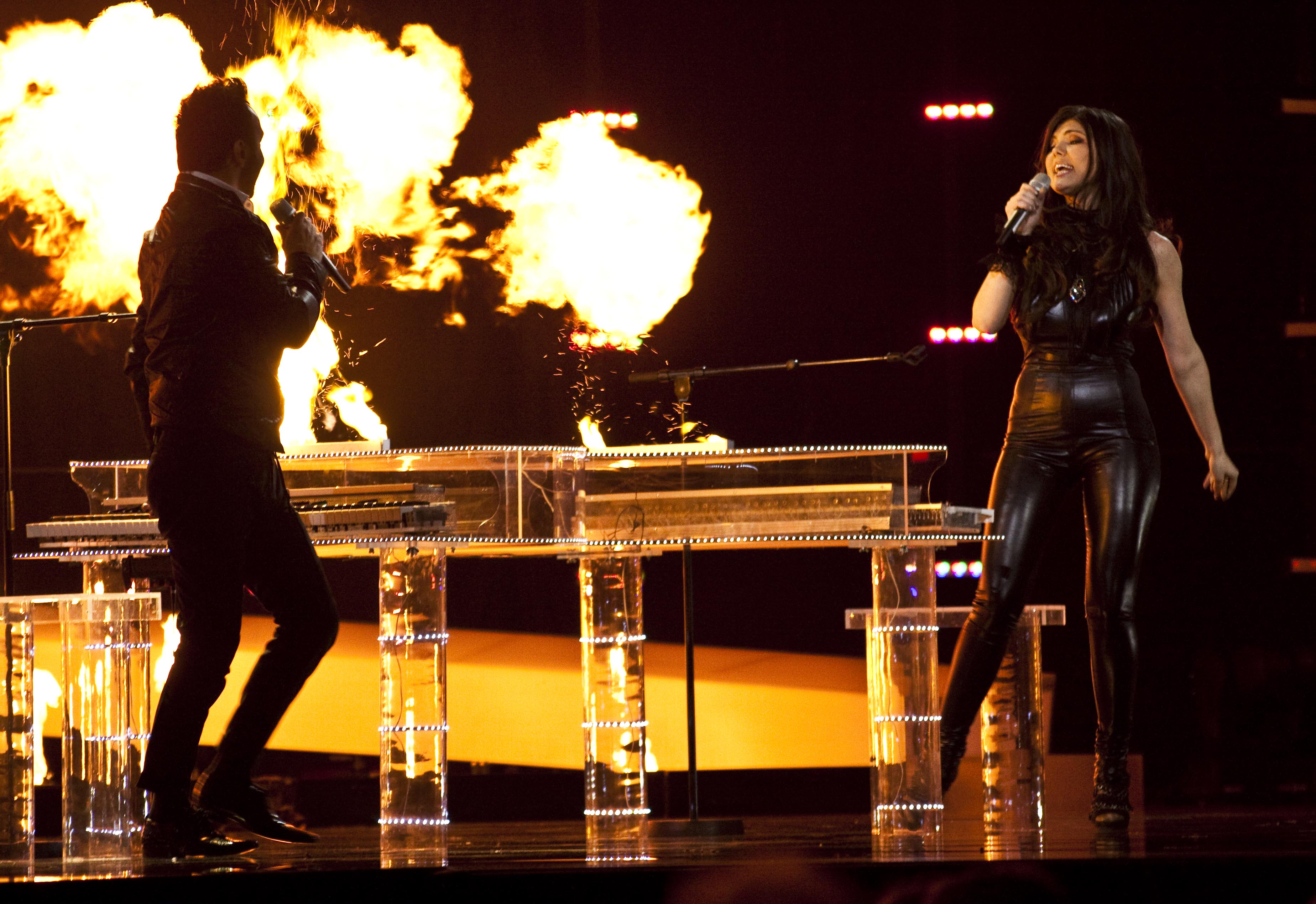
Paula & Ovi interprétant Playing with Fire en mai 2010.

Playing with Fire (« Jouer avec le feu » en français) est une chanson interprétée par la chanteuse Paula Seling et le chanteur Ovi Martin pour représenter la Roumanie lors du Concours Eurovision de la chanson 2010.
La chanson se classe 3e avec un total de 162 points.